# Big Driver (film)
Big Driver este un film american Lifetime din 2014 regizat de Mikael Salomon după un scenariu adaptat de Richard Christian Matheson. Rolurile principale au fost interpretate de actorii Maria Bello, Olympia Dukakis și Joan Jett. Este bazat pe o povestire omonimă care a apărut în colecția de povestiri a lui Stephen King, Full Dark, No Stars (2010).

## Prezentare
Tess este o renumită scriitoare de mister care caută să se răzbune după ce scapă unui atac brutal.

## Distribuție
- Maria Bello - Tess Thorne
- Olympia Dukakis - Doreen
- Joan Jett - Betsy Neal
- Ann Dowd - Ramona Norville
- Will Harris - Lester "Big Driver" Norville
- Jennifer Kydd - Patsy
- Tara Nicodemo - Cop Roberts

## Producție
Filmările au avut loc în Halifax, Nova Scotia.

## Lansare
A avut premiera la TV în rețeaua Lifetime la 18 octombrie 2014. Un DVD a fost lansat la 27 ianuarie 2015.